# Elizabeth Norment
Elizabeth Larrabee Norment (* 31. Dezember 1952 in Washington, D.C.; † 13. Oktober 2014 in New York City, New York) war eine US-amerikanische Schauspielerin.

## Leben und Karriere
Norment besuchte die Yale University und spielte einige Theaterrollen, bevor sie seit 1984 vor allem in mehreren Fernsehproduktionen zu sehen war. Ihre bekannteste Rolle war die der Sekretärin Nancy Kaufberger in der Fernsehserie House of Cards.
Am 13. Oktober 2014 starb sie im Memorial Sloan-Kettering Cancer Center an einer Krebserkrankung.

## Filmografie (Auswahl)

### Filme
- 1984: Die Frau in Rot (The Woman in Red)
- 1984: Runaway – Spinnen des Todes (Runaway)
- 1997: Romy und Michele (Romy and Michele’s High School Reunion)
- 1997: Der Psycho-Mörder (Murder in Mind)

### Fernsehen
- 1985: Twilight Zone (The Twilight Zone) (Folge 1x6)
- 1986: Chefarzt Dr. Westphall (St. Elsewhere) (Folge 5x13)
- 1987: L.A. Law – Staranwälte, Tricks, Prozesse (L.A. Law) (Folge 1x15)
- 1988: Inspektor Hooperman (Hooperman) (Folge 1x19)
- 1990: Mancuso, FBI (Mancuso, F.B.I.) (Folge 1x17)
- 1991–1992: Doogie Howser, M.D. (2 Folgen)
- 1992: Verrückt nach dir (Mad About You) (Folge 1x07)
- 1995: Der Marshal (The Marshal) (Folge 1x06)
- 1995: Emergency Room – Die Notaufnahme (ER) (Folge 1x24)
- 1995: Party of Five (2 Folgen)
- 1996: Ein Strauß Töchter (Sisters) (Folge 6x20)
- 1997: Ein ganz normaler Heiliger (Nothing Sacred) (Folge 1x2)
- 1999: L.A. Doctors (Folge 1x21)
- 2002–2008: Law & Order (3 Folgen)
- 2006: Law & Order: Special Victims Unit (Folge 7x17)
- 2008: All My Children (Folge 39x05)
- 2012: Political Animals (Folge 1x03)
- 2013: Blue Bloods – Crime Scene New York (Blue Bloods) (Folge 3x18)
- 2013–2014: House of Cards (14 Folgen)